# Gnorimotrichius dolezali
Gnorimotrichius dolezali är en skalbaggsart som beskrevs av Krajcik 2009. Gnorimotrichius dolezali ingår i släktet Gnorimotrichius och familjen Cetoniidae. Inga underarter finns listade i Catalogue of Life.